# Безант, Анни
Анни Бе́зант (англ. Annie Besant, урождённая Вуд (англ. Wood); 1 октября 1847, Клэпхэм, Лондон — 20 сентября 1933, Адьяр, Британская Индия) — известный теософ, второй Президент Теософского общества (1907—1933), борец за права женщин, писатель и оратор, сторонница независимости Ирландии и Индии.

## Биография

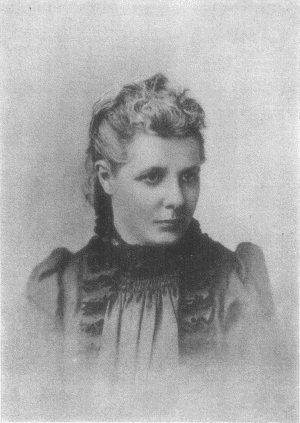
Анни Безант в 1897 году

В двадцатилетнем возрасте вышла замуж за Франка Безанта, однако вскоре развелась с ним по религиозным соображениям. Переехав в Лондон, стала известным оратором в Национальном секулярном обществе, писательницей и близким другом Чарльза Брэдлоу. В 1877 году Безант и Брэдлоу подверглись преследованиям за публикацию книги Чарльза Нолтона, посвящённой контролю за рождаемостью. Благодаря скандалу вокруг этого дела, Безант и Брэдлоу получили известность, в 1880 году Брэдлоу был избран в парламент от Нортхэмптона.
Анни Безант принимала участие в организации громких политических акций, включая демонстрацию «Кровавое воскресенье» в 1887 году и забастовку работниц спичечной фабрики в Лондоне в 1888 году. Была активным членом Фабианского общества и марксистской Социал-демократической федерации, избрана в Школьный комитет Лондона, несмотря на то, что подавляющее большинство женщин в то время не обладало правом голоса.
В 1890 году, после встречи с Еленой Блаватской, заинтересовалась теософией. Путешествовала по Индии, в 1898 году приняла участие в организации Центрального колледжа Хинду.
В 1902 году основала международный масонский орден в Англии и в течение нескольких последующих — масонские ложи в различных частях Британской империи.
В 1907 году Анни Безант стала президентом Теософского общества и начала его переориентацию с буддизма в сторону индуизма. Принимала активное участие в политической жизни Индии, вошла в Индийский национальный конгресс. С началом Первой мировой войны стала одним из организаторов
Лиги самоуправления Индии, начавшей кампанию за демократизацию Индии и приданию ей статуса доминиона Британской империи. Кульминацией кампании стало избрание Анни Безант президентом Индийского национального конгресса в конце 1917 года. С этого момента и до самой своей смерти в 1933 году она возглавляла кампанию за независимость Индии.

### Сотрудничество с Ледбитером

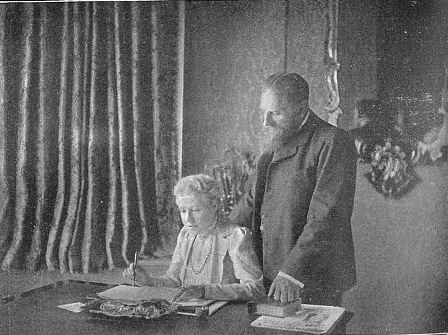
А. Безант и Ч. Ледбитер в Лондоне (1901)

В 1894 году А. Безант познакомилась с Ч. Ледбитером, бывшим англиканским священником, который вскоре стал «известным экстрасенсом Теософского общества». Работая с Ледбитером, она развила своё собственное «психическое видение тонких миров и прошлых жизней». Для неё это сотрудничество было очень важно, потому что оно предоставило ей «эмпирические доказательства, опровергающие атеизм». Начиная с 1895 года, Безант и Ледбитер исследовали прошлые жизни теософов и «тонкую материю вселенной» и опубликовали такие книги, как «Оккультная химия» и «Мыслеформы».
По мнению Р. Эллвуда, книга «Мыслеформы» (1901), которую Ледбитер написал, сотрудничая с Безант, оказала «заметное влияние на современное искусство». Здесь «тонкие энергетические структуры», порождаемые различными эмоциями и чувствами, в интерпретции исследователей-ясновидцев были наглядно показаны посредством ярких цветных иллюстраций.
Результаты своих исследований прошлых жизней Безант и Ледбитер опубликовали в 1913 году в книге «Человек: откуда, как и куда», а затем в книге «Жизни Алкиона» (1924). Персоны, чьи прошлые жизни были описаны в этих книгах, как утверждалось, принадлежали к «группе служителей», которые исполняли приказы оккультной Иерархии адептов и воплощались в нужных местах в решающие моменты истории, «чтобы содействовать прогрессу человечества». Безант выбрала для своего эго псевдоним «Геракл», с целью навести читателя на мысль о «её большой силе духа», которую она проявляла во множестве описанных перевоплощений. Безант полагала, что в IV веке нашей эры она была Ипатией, философом-неоплатоником в Александрии, убитой толпой христианских фанатиков. Она также считала, что её следующим после Ипатии воплощением был Джордано Бруно, доминиканский монах, которого «за его пантеизм» сожгли на костре в 1600 году в Риме.

### Активное участие в масонстве

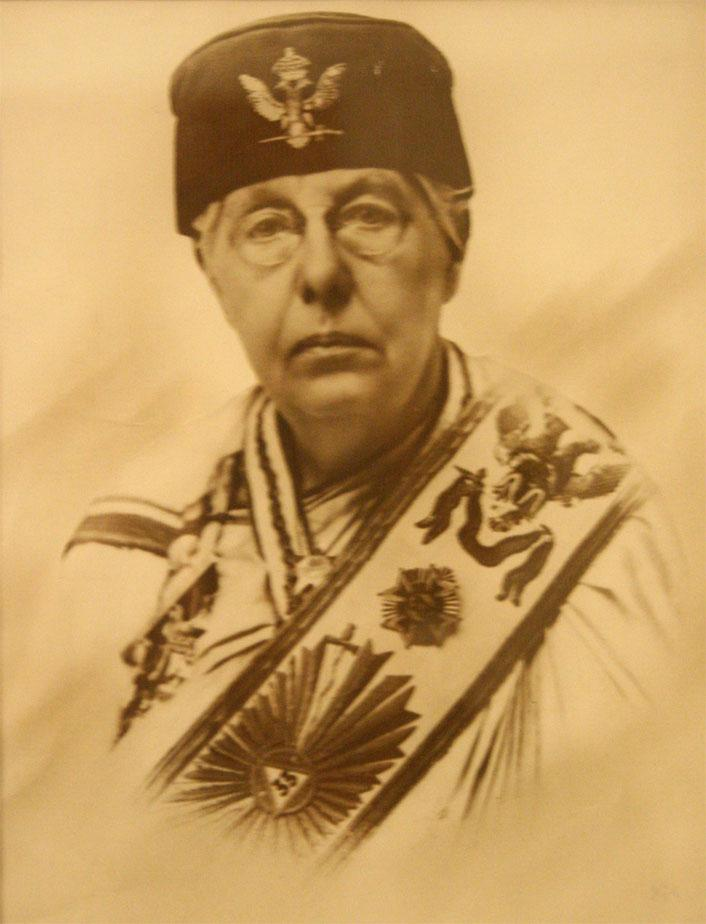
Анни Безант в регалиях великого командора (33°) Древнего и принятого шотландского устава

Учитывая активность Анни Безант в отношении прав женщин, гуманитарных целей, тайных и оккультных учений, её интерес к масонству и последующее руководство и активность в нём не вызывает никакого удивления. Она участвовала в масонстве с одинаковой энергией, когда же она возглавила Международный смешанный масонский орден Право человека, то направила свои усилия на «принятие женщин наравне с мужчинами». Она видела масонство, как расширение её интереса к правам женщин и большему братству людей, а также усматривала масонство в качестве «движения, которое практикует истинное братство, в котором мужчины и женщины работают бок о бок для совершенствования человечества.» Она была принята в эту организацию, ныне известную как Международный смешанный масонский орден Право человека.
Теософ Франческа Арундейл, которая сопровождала Анни Безант в Париж в 1902 году, вместе с шестью друзьями, подтвердила, что "Все они были посвящены, прошли повышение в первые три степени, и Анни вернулась в Англию, имея хартию для основания там первой ложи Международного смешанного масонского ордена Право человека.
В очень короткое время сестра Безант основала новые ложи: три в Лондоне, три на юге Англии, три на Севере и Северо-Западе, и даже одну в Шотландии. Путешествуя в 1904 году со своими сёстрами и братьями, она встретила в Голландии других братьев мужского послушания, которые, будучи заинтересованы, сотрудничали с ней в дальнейшем расширении ордена Право человека. Анни продолжала работать с таким жаром, что в ближайшее время новые ложи были сформированы в Великобритании, Южной Америке, Канаде, Индии, Цейлоне, Австралии и Новой Зеландии. Ложи во всех этих странах входили в Британскую федерацию Право человека. Анни Безант не только основала британскую федерацию Право человека, но и стала великим командором ордена.
Английские масоны под влиянием теософских идей, распространяемых ведущими членами ордена, восстановили некоторые виды масонской практики, такие, как требование верить в Высшую Сущность. Разрешение на это восстановление в Английском уставе, полученное из Франции, известно как «Соглашение Анни Безант». В 1904 году был напечатан Новый английский ритуал, который утвердил это требование как основное. Полученный ритуал получил название «Обряд Дхармы», также известный как «Обряд Безант-Ледбитера» и «Ритуал Роделдейл». В «Обряде Дхармы» также была сделана попытка восстановить важность эзотерических и мистических аспектов, которые теософы считали сердцем масонства.

## Труды Анни Безант
- The Political Status of Women (1874)
- My Path to Atheism (1877)
- The Law Of Population (1877)
- Marriage, As It Was, As It Is, And As It Should Be: A Plea For Reform (1878)
- Autobiographical Sketches (1885)
- «Why I became a Theosophist» (1889)
- Annie Besant by Annie Wood Besant в проекте «Гутенберг». (1893)
- Death — And After? (1893)
- The Building of the Kosmos and Other Lectures. (1894)
- The Ancient Wisdom (1897)
- Thought Forms (совместно с Ч. Ледбитером) (1901)
- Bhagavad Gita (перевод) (1905)
- Introduction to Yoga (1908)
- Australian Lectures (1908)
- Occult Chemistry (совместно с Ч. Ледбитером) (1908)
- Man: Whence, How and Whither (совместно с Ч. Ледбитером) (1913)
- Initiation: The Perfecting of Man (1923)
- The Doctrine of the Heart (1920)
- Esoteric Christianity
- The Future of Indian Politics (booklet), Theosophical Publishing House, Adyar, 1922
- The Case for India by Annie Wood Besant в проекте «Гутенберг». The Presidential Address Delivered by Annie Besant at the Thirty-Second Indian National Congress Held at Calcutta 26 December 1917
- Besant, Annie. Man and his bodies. Theosophical Publishing House, London, 1911.
- Besant, Annie. Man’s life in this and other worlds. Theosophical Publishing House, Adyar, 1913.
- Besant, Annie. Study in Consciousness — A contribution to the science of psychology. Theosophical Publishing House, Madras, ca 1907.
- Besant, Annie. The Life and Teaching of Muhammad, Madras, 1932
- Besant, Annie and Blavatsky, H P — «Memory and Its Nature», Theosophical Publishing House, Madras, ca 1935.

### На русском языке
- «Аватары»
- «Белая Ложа и её Вестники» (лекция)
- «Братство религий»
- «В преддверии храма»
- «Введение в йогу»
- «Видение царя Ашоки» (совместно с Ч. Ледбитером)
- «Весна 1889: встреча»
- «Джордано Бруно — апостол теософии XVI века» (недоступная ссылка)
- «Древняя мудрость»
- «Дхарма» (лекции)
- «Жизни Алкиона», (1—6) (совместно с Ч. Ледбитером)
- «Загадки жизни и как теософия отвечает на них»
- «Законы высшей жизни»
- «Исследование сознания»
- «Комментарии к Бхагавад Гите»
- «Мистицизм»
- «Мыслеформы» (совместно с Ч. Ледбитером)
- «Начало шестой коренной расы» (совместно с Ч. Ледбитером)
- «Необходимость перевоплощения»
- «О страдании» (лекции)
- «Оккультизм истинный, частичный и ложный»
- «Оккультная химия» (совместно с Ч. Ледбитером)
- «Противоречит ли теософия христианству?»
- «Путь к посвящению и совершенствование человека»
- «Путь ученичества»
- «Сверхфизические исследования»
- «Сила мысли, её контроль и культура»
- «Смерть — а потом?»
- «Совершенный человек»
- «Строение космоса»
- «Тупики цивилизации» (лекции)
- «Учителя как факты и идеалы» (лекции)
- «Человек и его тела»
- «Эволюция жизни и формы»
- «Что такое теософия»
- «Эзотерическое христианство или малые мистерии»
- «Исповедь». Перевод Зинаиды Венгеровой // журнал «Северный Вестник», № 1-4, 10, 11, 1895.

## Комментарии
1. ↑  По утверждению Ч. Джинараджадасы, А. Безант и Ч. Ледбитер впервые встретились в Лондоне в апреле 1894 года.[6]
2. ↑  С 1884 по 1888 год Ледбитер прошёл курс медитативной практики, которая «пробудила в нём ясновидение».[7]
3. ↑  До встречи с Ледбитером Безант не замечала за собой никаких способностей к ясновидению, но под его влиянием они проявились, и с 1895 года теософские журналы начали публиковать отчёты об их совместных исследованиях астрального и ментального планов, жизни после смерти и реинкарнации. В августе 1895 года она предложила Ледбитеру переехать в Лондонскую штаб-квартиру Теософского Общества, и он занял должность помощника секретаря Европейской секции Т. О.[8]
4. ↑  С 1895 по 1899 год Ледбитер в соавторстве с Безант опубликовал серию статей, которые были положены в основу их книги «Оккультная химия», вышедшей в 1908 году.[7]
5. ↑  Шесть последних глав книги Ледбитер написал без соавтора, о чём Безант заявила в своём предисловии к заключительной части, однако, по мнению Дж. Гудвина[англ.], Безант вообще была лишь номинальным соавтором.[9]